# 広島駅弁当

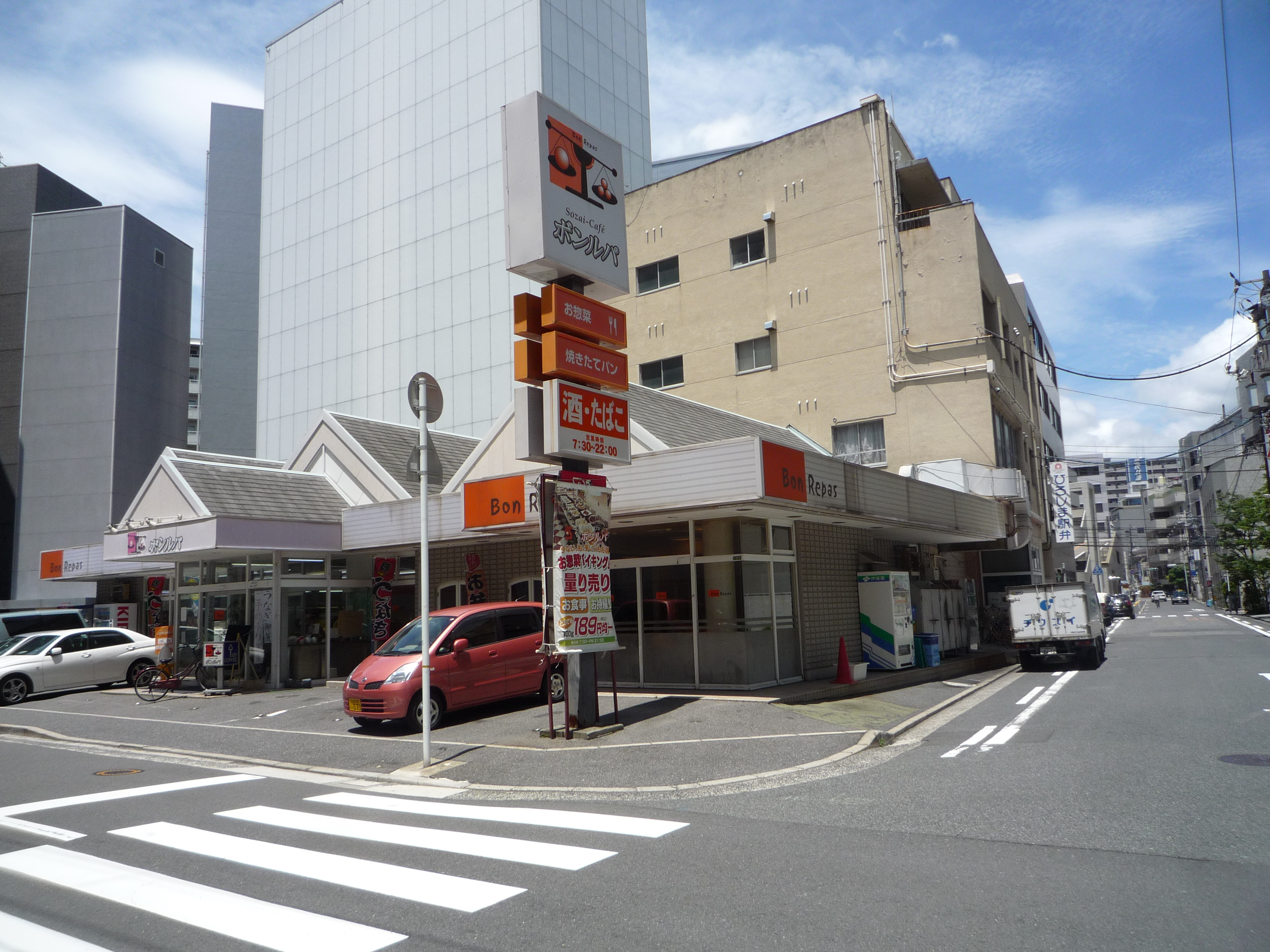
ボンルパの例

広島駅弁当株式会社（ひろしまえきべんとう）は、広島を拠点とする食品会社。通称「ひろしま駅弁」。広島駅の駅弁の調製販売からはじまったが、その後業態を拡大し、レストラン経営・企業内食堂などの運営請負・ケータリング・コンビニエンスストアやスーパーマーケットへの卸などを広く手がけている。また、上流側の農場経営にも参加し、安芸高田市の第三セクター農場「安芸高田アグリフーズ」の筆頭株主となっている。本社は広島県広島市東区矢賀5丁目1-2。
社是は「地産地消」「From farm to table」。

## 歴史
以下の記述は、特記なき限り広島駅弁当ホームページの「沿革」による。
- 1901年4月1日、創業。当時の商号は「中島改良軒」。同年まで大阪を出自とする水了軒が広島駅で構内販売を行っていたが、その事業を引き継ぐかたちであった。
- 1943年3月1日、戦時統合で、広島駅構内営業業者3社と海田市駅構内営業業者2社が統合され広島駅弁当株式会社となる。統合されたのは、広島駅側が「中島改良軒」「羽田別荘弁当部」「吉本屋」、海田市駅側が「山岡甲了軒」「大田山陽軒」。社長には中島改良軒社長が就任したため、社史は中島改良軒を本流として扱っている。
- 1945年8月6日、原爆により被災。しかし仮工場で営業を継続したと伝えられている。同年12月には再建新社屋を竣工している。
- 1949年2月1日、売店営業を開始。
- 1994年12月21日、構外売店営業を開始。
- 1999年5月1日、高齢者配食給食事業を開始。
- 2000年1月1日、量販店卸を開始。
- 2002年8月1日、給食事業を本格化。
- 2003年5月1日、施設食堂運営事業を開始。
- 2005年5月1日、病院給食事業に進出。
- 2006年10月1日、農場経営を開始。

## 主な商品・業務

### 駅弁

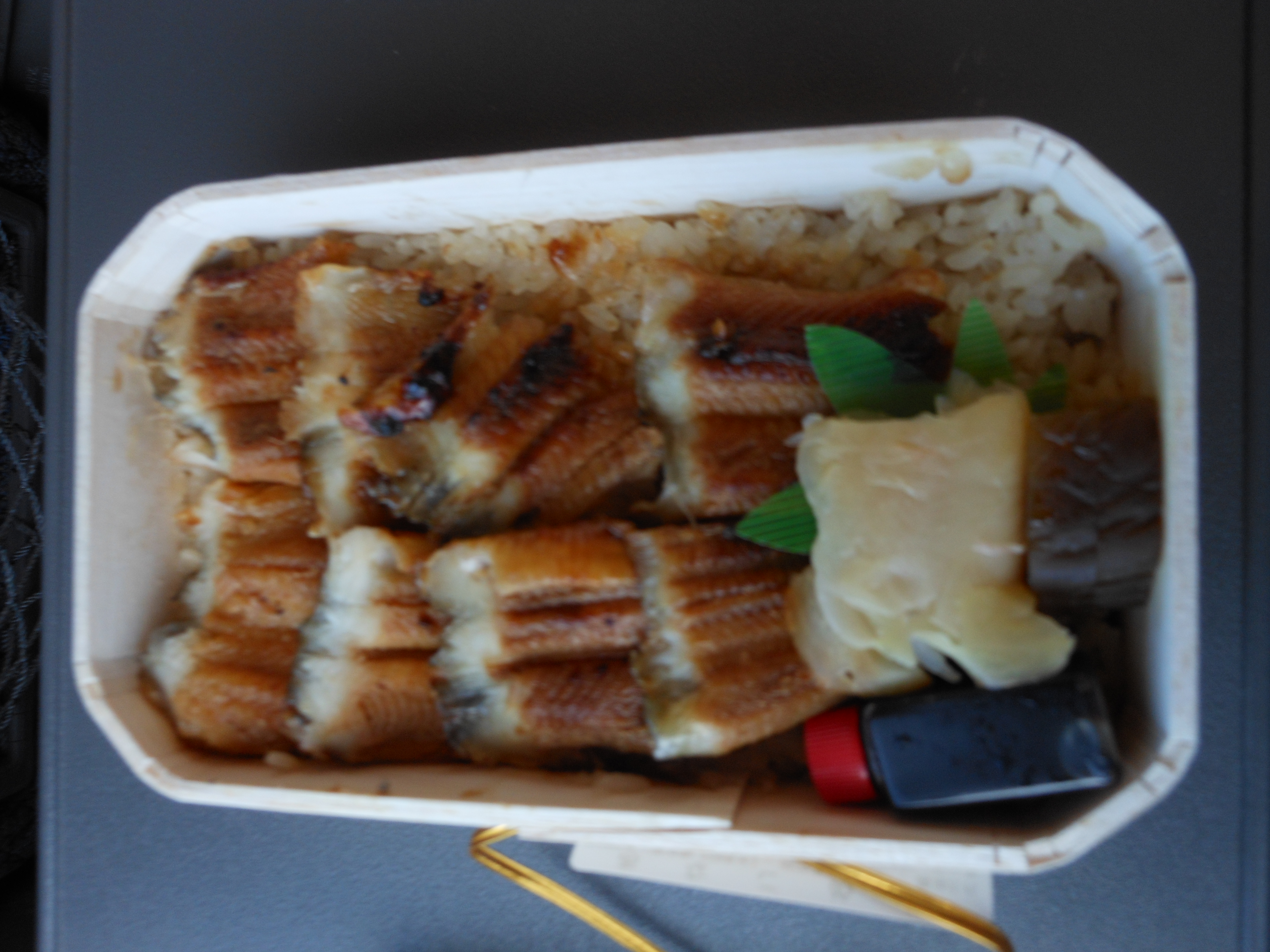
「活あなごめし」

- しゃもじかきめし／瀬戸のカキめし
冬季限定のカキを使った炊き込みご飯。「しゃもじかきめし」はしゃもじ型の容器を用いている。
- 夫婦（みょうと）あなごめし
穴子をたれで煮込んでご飯の上に載せたもの。
- 頑固広島風お好み焼き
広島風お好み焼きを駅弁にしたもの。フジテレビとのタイアップ商品。
- 安芸高田のアグリ弁当
場所に着目した幕の内弁当。安芸高田市の食材を中心としており、地産地消を訴求するもの。
- もぐり寿司
広島の郷土料理であるばら寿司を駅弁としたもの。

### 弁当
一般市販弁当のほか、イベント・会議・法要などに向けた多様な弁当を供給している。また、プロ野球球団「広島東洋カープ」・サッカークラブ「サンフレッチェ広島」などにターゲットをしぼった弁当もラインナップされている。1994年のアジア競技大会広島では公式サプライヤーとなり、一日48000食を供給したという実績もある。

### 仕出し
各種仕出しは「あじろや」という商号で行っている。

### 配食
企業向けに昼食を届けるもの、高齢者向けに昼食と夕食を届けるもの、の2種類のサービスを行っている。

### 施設給食・レストラン・ケータリング
各種事業所・社員食堂・病院給食などの請負運営事業。各種施設のレストラン運営や出張調理事業。

### 料理卸売り・小売
デパート・スーパー・コンビニなどを対象とするお惣菜や弁当類などの卸売り事業。一部では小売やイートイン運営も展開（商号は「ボンルパ」）。